# Herramientas de la Realidad Virtual
Las herramientas para el desarrollo de la realidad virtual, siendo su mayor parte software, han venido en todo momento subordinadas a las posibilidades del soporte de hardware.
Una tecnología precursora no basada en el soporte digital podría ser la máquina Sensoram, de Morton Heilig, dispositivo multisensorial desarrollado en 1962. Estimulaba los sentidos visual, táctil, auditivo y olfativo del usuario, utilizando técnicas de inmersión analógicas.
Un sistema relativamente popular, de 1991 fueron los Virtuality, desarrollados por la compañía británica W. Industries e instalados en salones recreativos de EE. UU.. Basados en el hardware de los ordenadores Amiga, el equipo incluía unos cascos o gafas de visionado. Dentro del sector comercial de las cabinas arcade, en este mismo período aparecerán numerosos modelos de arcades envolventes, emulando cabinas de vuelo o conducción, como las cabinas conectadas en red de los Battletech Center de Chicago, 1991.
Ese mismo año aparece una herramienta destinada a la difusión entre el gran público de los conceptos gráficos relacionados con la realidad virtual será el programa comercial 3D Construction Kit creado por el grupo Incentive y distribuido por la compañía Domark (la versión 2.0 saldría en 1992), lanzado en las principales plataformas de 8, 16 y 32 bits. Utilizaba como base un lenguaje de programación llamado Freescape, diseñado por Incentive para sus videojuegos de gráficos tridimensionales, tales como Castle Master o Driller.
Hacia 1995 surge el lenguaje VRML (Virtual Reality Modeling Language), al que sigue la versión VRML '97, también llamado VRML 2.0, en torno al que hacia 2005 se desarrolla el lenguaje X3D.
En marzo de 2016,Google presenta  una-herramienta-para-incrustar-realidad-virtual-en-nuestras-aplicaciones VR views ( Vista de Realidad Virtual ), una herramienta de código libre (ya está en github) que permitirá incrustar contenido de Realidad Virtual de forma sencilla en cualquier sitio, tanto en apps de móviles como en web, ofreciendo interacción.
VR views transformará las imágenes y vídeos 360 en experiencias interactivas que podremos ver fácilmente con nuestro Cardboard o en nuestro ordenador. Para ello tendremos que usar el último SDK para Cardboard en android y iOS, mientras que en web será tan sencillo como copiar un iframe.
A partir de hoy habrá un SDK de Cardboard nativo para iOS, creado en Objective C, ofreciendo todo lo que ofrecen hoy en el SDK de android. 
- Datos: Q5896404